# Heino Huber
Heino Huber (* 6. Dezember 1962 in Vorarlberg) ist ein österreichischer Koch.

## Leben
Nach Abschluss der Hotelfachschule im Schloss Kleßheim sammelte er seine ersten Erfahrungen bei seinem Vater Ernst Huber, der ebenfalls ein anerkannter Spitzenkoch war, und ging auf Erfahrungssuche ins Ausland. Seine Lehrmeister waren unter anderem Arrigo Cipriani in „Harry’s Bar“ in Venedig, Maître Faugeron im „Taillevent“ in Paris und Eckart Witzigmann im „Aubergine“ in München.
Auf die Frage nach dem Geheimnis seines Erfolges antwortete ihm Faugeron einmal: „Das Hinzufügen ist beliebig.“ Dieser Leitspruch ist bis heute seine Grundphilosophie geblieben.

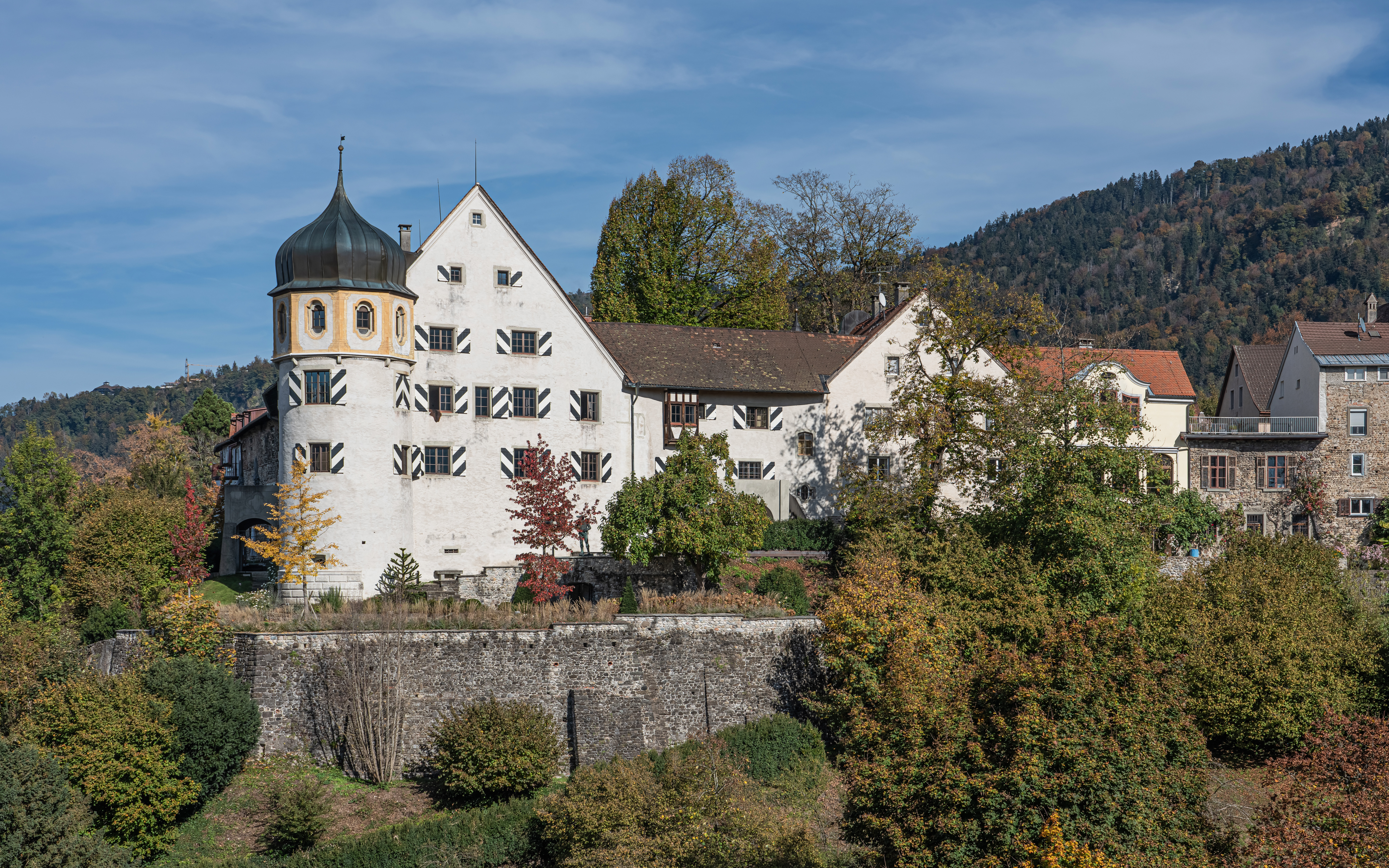
Deuringschlössle in Bregenz

Im Jahr 1994 übernahm Heino Huber mit seiner damaligen Frau Bernadette das Deuring-Schlössle in Bregenz und machte es zu einem Gourmethotel. Im Schloss war die Hausherrin zugleich Sommelière. Sie verwahrt die Spitzenweine im Schlosskeller. 1996 schaffte das Deuring Schlössle den Sprung in den „Gault Millau“. Laut Christoph Wagner, mit dem Huber 2007 sein erstes Fischkochbuch herausbrachte, zählt er zu den fünf besten Spitzenköchen und ist der beste Fischkoch Österreichs.
2014 heiratete Heino Huber Isabella Pincsek. Im Januar 2015 wurde das Deuring-Schlössle geschlossen.
Seit 2016 kocht Huber im Restaurant Maurachbund in Bregenz.

## Auszeichnungen
- Koch des Jahres, Gault-Millau 1998
- Trophèe Gourmet, À la carte
- Goldener Stern, Genießer Atlas
- Ein Stern im Guide Michelin

## Werke
- mit Christoph Wagner: Fischküche aus Bach, Fluss, Teich und See. 2007, ISBN 978-3-7088-0421-7.
- mit Kurt-Michael Westermann (Fotograf): Der kleine Huber: Die moderne Küche für jeden Tag. 2008, ISBN 978-3-85431-453-0.
- Feuer und Flamme. Grillen mit Heino Huber. 2009, ISBN 978-3-9910000-3-7.